# Goa trance
Goa nebo také Goa Trance (pozor, neplést s Psychedelic Trance, který nevyužívá tolik organických zvuků a celkově působí mnohem uměleji a kybernetičtěji) je styl elektronické hudby z poloviny devadesátých let 20. století patřící do žánru trance.
Goa, kombinace hudebního směru a kultury, vznikla v indickém spolkovém státě Goa, který byl v 60. a 70. letech jakousi mekkou hnutí hippies. Je silně ovlivněna ideály a symbolikou generace pozdních šedesátých let, včetně psychedelických drog, také buddhismem a jógou. Její příznivci pocházeli zejména z řad mladých nemajetných turistů, tzv. baťůžkářů; rozšířena je dnes zejména v Izraeli (kde bylo oblíbené udělat si po vojenské službě výlet do Goi) a Evropě, ale také v Japonsku, Mexiku a Brazílii.
Hudba je charakteristická nejčastěji čtyřčtvrtečním taktem až do 160 BPM (úderů za minutu), používá často i velmi krátké noty (1/16, 1/32) a mnoho vrstev je energičtější a kompaktnější než jiné směry trance, vyznačuje se experimenty. Vokální zpěv je celkem výjimkou, ale do skladeb jsou často zabudovány různé organicky znějící syntetické zvuky a krátké hudební úryvky z příslušných filmů. Jednotlivé skladby (tracky) jsou poměrně dlouhé, okolo 8–10 minut.
Pomalejší a klidnější skladby podobného druhu se jmenují psybient.
Zvláštním rysem hudby je schopnost uvést člověka do transu, podobného jako když šamani za pomocí rytmických zvuků a různých halucinogenních látek (většinou hub) uváděli při svých obřadech do transu jiné osoby.
Koncerty a party jsou ještě poměrně nekomercionalizované, převládají fluorescentní a UV barvy na oblečení a různých dekoracích, časté jsou náměty z oblasti UFO, hinduismu, šamanismu, technologie atd. Party, festivaly a zábavy se většinou konají outdoor, mimo městské kluby a koncertní síně – na plážích, v lesích, na polích.

## Interpreti
- Zahraniční:
- Astral Projection
- Cosmosis
- Cydonia
- Dimension 5
- Doof
- Etnica
- Hallucinogen
- Infected Mushroom
- Juno Reactor
- Man With No Name
- Ominus
- Pleiadians
- Shakta
- Shiva Shidapu
- Total Eclipse

- Tuzemští:
- Asa Nations
- Cymoon
- MiM
- Searcher
- Sonic Distortion
- Trancedelic Family (GOnDaR)
- Tribal Vision

## Psychedelie
Pozn.: psychedelic neznamená, že psytrance je hlavně o užívání drog.
slovo psychedelic v anglickém slovníku naleznete také, jako
„kanárkové“ (barvy), což si tedy můžeme vykládat také jako souvislost s UV aktivní a zářivou dekorací.
Výraz psychedelic označuje hudbu, navozující změněné stavy vědomí i bez požití drog.